# Терски рејон (Мурманска област)
Терски рејон (рус. Терский район) административно-територијална је јединица другог нивоа и општински рејон смештен на југу Мурманске области, односно на крајњем северозападу европског дела Руске Федерације.
Административни центар рејона је варошица Умба у којој живи готово 90% од укупне рејонске популације.
Према проценама националне статистичке службе Русије за 2016. на територији рејона је живело свега 5.420 становника, или у просеку око 0,4 ст/км². Терски рејон је последњи у области по броју становника и густини насељености, односно налази се на трећем месту по површини.

## Географија
Терски рејон смештен је јужном делу Мурманске области и обухвата целу јужну беломорску обалу Кољског полуострва, укључујући и део обале Кандалакшког залива. Заузима територију површине 19.300 км², што чини око 13,3% обласне територије, и по том параметру налази се на 3. месту међу 17 другостепених административних јединица у области. Рејон се на северу граничи са територијом Ловозерског рејона, на северозападу је Кировски градски округ, а на западу су Апатитски градски округ и Кандалашки рејон.
Јужни део Кољског полуострва који припада Терском рејону знатно је нижи и равнији у односу на северни део полуострва, а сама обала је знатно мање разуђена. Западни део беломорског приморја рејона назива се Кандалакшком, а централни и источни део Терском обалом. Највиша тачка рејона је брдо Сењгора на 274 метра надморске висине.
Подручје Терског рејона карактерише изразито густа речна мрежа, а све реке припадају басену Белог мора. Најважнији водотоци су Варзуга (234 км), Стрељна (213 км), Умба (123 км) са Вјалом (37 км), Чапома (113 км) и Пјалица (92 км). Већи водотоци су још и Пулонга (78 км), Оленица (64 км), Каменка (53 км), Чавањга (52 км), Порја, Саљница, Пила и друге.
Међу бројним језерима величином акваторије издвајају се Колвицко језеро (121 км²), Вјалозеро (98,6 км²), Сергозеро (98 км²), Канозеро (84,3 км²), Горње Ондомозеро (55 км²), Бабозеро (44 км²), Доње Ондомозеро (31,8 км²) и друга.
Рејон се налази у зони субполарне климе.

## Историја
Терски рејон званично је успостављен 1. августа 1927. године као административна јединица тадашњег Мурманског округа Лењинградске области. Први административни центар рејона било је село Кузомен, а од 15. августа 1931. седиште рејона је варошица Умба. У садашњим границама рејон се налази од 29. децембра 2004. године.

## Демографија и административна подела
Према подацима са пописа становништва из 2010. на територији рејона је живело укупно 6.288 становника, док је према процени из 2016. ту живело 5.420 становника, или у просеку око 0,4 ст/км². По броју становника и густини насељености Терски рејон се налази на последњем месту у области.
| 1959. | 1970. | 1979. | 1989. | 2002. | 2010. | 2016.  |
| ----- | ----- | ----- | ----- | ----- | ----- | ------ |
| ---   | ---   | ---   | 9.752 | 7.434 | 6.288 | 5.420* |

Напомена:* Према процени националне статистичке службе. 
Према подацима са пописа из 2010. на подручју рејона регистровано је укупно 12 насељених места (од којих су два била без становника, а у 4 села је живело мање од 50 становника). Рејон је административно подељен на 2 нижестепене општине, по једну руралну и урбану. Административни центар рејона је варошица Умба у којој живи око 88% рејонске популације, и то је уједно једино урбано насеље на територији рејона. Од села величином се издвајају Варзуга и Кузомењ.

## Привреда и саобраћај
На подручју Терског рејона приметно је готово потпуно одсуство тешке индустрије, а главни извори прихода локалног становништва долазе од риболова, те у новије време туризма. Обрада дрвета чини скоро половину укупне индустријске производње. Постоје значајне резерве пегматита.
Пољопривреда почива на узгоју кромпира, купусњача и једногодишњих трава које се користе за исхрану стоке.
Терски рејон је један од саобраћајно најслабије повезаних делова Мурманске области. Варошица Умба удаљена је од Мурманска око 360 км, а једини значајнији друм иде у смеру запада ка Кандалакши.

## Знаменитости
На обали језера Канозеро налазе се стене са петроглифима чије време настанка се процењује на период III—II миленијум пре нове ере. Такозвани Канозерски петроглифи који су откривени 1997. налазе се на листи природно-историјских добара Мурманске области.